# Quách Công Lịch
Quách Công Lịch (né le 27 août 1993, district de Ngoc Lac, province de Thanh Hóa) est un athlète vietnamien, spécialiste du 400 m et du 400 m haies.
Le 12 juin 2015, il remporte la médaille d'argent du 400 m lors des jeux de l'Asie du Sud-Est à Singapour, en portant son record, record national, à 46 s 02, à 2/100ᵉ du Thaïlandais Kunanon Sukkaew. Deux jours auparavant, il avait remporté également la médaille d'argent du 400 m haies en 50 s 29, record national, derrière le Philippin Eric Cray.
Il porte le record national du 400 m à 45 s 99, à Chanthaburi le 29 juin 2015. Il termine 6e du 400 m lors des Championnats d'Asie 2017 à Bhubaneswar.
Il fait partie de la minorité Muong, comme sa sœur Quách Thị Lan également athlète.